# August Georg von Brandenstein
August Georg Freiherr von Brandenstein (* 27. Mai 1755 in Wolfenbüttel; † 12. April 1836 in Schwerin) war Großherzoglich Mecklenburg-Schwerinscher Geheimrats-Präsident und Minister.

## Herkunft
August Georg von Brandenstein entstammte der alten thüringischen Familie von Brandenstein. Seine Eltern waren der Generalmajor und Kommandant von Wolfenbüttel Ludwig Heinrich von Brandenstein (* 31. Oktober 1718; † 14. April 1789) und dessen erste Ehefrau Christiane Henriette Eleonore, geborene von Laßberg (* 14. Juli 1725; † 11. August 1762).

## Leben
Bereits 1774 wurde er bei Herzog Friedrich  von Mecklenburg-Schwerin Hofjunker. Ab 1775 studierte er an der Universität Göttingen und wurde 1777 Kammerjunker. Es folgten Beförderungen 1778 zum Auditor bei der Schweriner Justizkanzlei, 1780 zum Kanzleirat cum voto und 1782 zum dritten Justizrat. Bereits zur herzoglichen Tafel zugelassen und noch von Herzog Friedrich zum Kammerherrn ernannt, wurde er auf Empfehlung des damaligen Geheimratspräsidenten Stephan Werner von Dewitz vom neuen Herzog Friedrich Franz I. zum Wirklichen Regierungsrat befördert. Hierdurch war er seit 1788 zum Regierungskollegium zugelassen. Im folgenden Jahr verließ er die Justizkanzlei.
1792 wurde er Geheimer Rat und Zweiter Minister sowie Kommissar für die Schiffbarmachung der Elde. Der Herzog schickte ihn als Gesandten unter anderem nach Dresden und beauftragte ihn mit seiner Vertretung als zweiter Kommissar auf dem landständischen Landtag in Sternberg. Die Anerkennung, die er sich hierbei auch bei den vereinten Landständen erwarb, führte 1800, nach Genehmigung des Herzogs, zu seiner Rezeption durch die mecklenburgische Ritterschaft.
Nach dem unerwarteten Tod des Kammerpräsidenten von Dorne wurde er 1806 Mitglied der die landesherrlichen Schulden verwaltenden Reluitionskommission. Nach weiteren diplomatischen Missionen, unter anderem einer Entsendung nach Paris als Begleiter des Erbprinzen, die sich von Oktober 1807 bis Mai 1808 hinzog, wurde er nach der Resignation des amtierenden Geheimratspräsidenten Bernhard Friedrich Graf von Bassewitz schließlich zu dessen Nachfolger bestimmt. In der kritischen politischen Lage des Jahres 1813, als preußische und russische Truppen die Franzosen aus Mecklenburg zurückdrängten, riet Brandenstein dem Herzog, sich von dem „verhassten“ Rheinbunde loszusagen, um sich den alliierten Mächten anzuschließen. Dieser vom Herzog befolgte Rat erwies sich als riskant, nachdem es den Franzosen gelungen war, nicht nur Hamburg, sondern auch Schwerin und Wismar zurückzugewinnen. Hierdurch wurde der Herzog, von Brandenstein begleitet, gezwungen, zunächst nach Rostock und später, nach Verschärfung der Lage, nach Stralsund zu fliehen.
Nach dem Friedensschluss war es Brandensteins vornehmliches Ziel, die mecklenburgische Wirtschaft zu beleben und verschiedene Gesetze und Einrichtungen gemeinsam mit den Ständen auf den Weg zu bringen. Nach schwerer Krankheit musste er jedoch viele der sich hieraus ergebenden Aufgaben dem jüngeren Minister Leopold von Plessen überlassen.
Sein Bemühen, in Mecklenburg auch durch Gutsbesitz Fuß zu fassen, scheiterte. Die Güter Raguth, Döbbersen, Ganzow und Frauenmark, die er erworben hatte, musste er aus wirtschaftlichen Gründen wieder verkaufen. Er besaß allerdings in Schwerin ein Haus, das als das Brandensteinsches Palais fortbesteht (heute Puschkinstraße 13, Sitz der städtischen Volkshochschule). Er war Träger des russischen Sankt-Annen-Ordens.

## Familie
Er heiratete am 5. Juni 1786 Caroline von Bassewitz (* 25. Dezember 1765; † 4. Juni 1827) aus dem Hause Hohen-Luckow, mit der er vier Söhne und drei Töchter hatte, darunter:
- Joachim Gottfried (1790–1857) ⚭ Gräfin Friederike Hedwig Luise von Bernstorff (* 17. Mai 1802; † 28. April 1859)
- Werner Friedrich Hartwig (* 1. Januar 1792; † 2. Dezember 1864) ⚭ 1822 Charlotte Frederike Henriette Eva von Rieben (* 15. Januar 1793; † 7. November 1871)
- Friedrich Christian Barthold (* 27. Mai 1796; † 15. Mai 1872) ⚭ 1833 Charlotte Wamboldt zu Umstadt (* 17. August 1793; † 19. März 1870), Witwe des Friedrich Waldbott von Bassenheim
- Sophie Luise Magarethe Dorothee (* 27. Mai 1796; † Februar 1876) ⚭ 1819 Ludwig von Lützow (* 25. Juli 1793; † 13. Mai 1872), Staatsminister
- Bernhardine Ernestine Wilhelmine (* 29. Mai 1799; † Oktober 1868) ⚭ 1821 Leopold Bernhard Adolf Ulrich Anton von Plessen (* 30. Juli 1790; † 16. August 1871)
- Hans Otto Friedrich (* 29. September 1805; † 22. Dezember 1884), Hofmarschall in Mecklenburg-Schwerin

## Veröffentlichungen (Auswahl)
- Noch Etwas über die Schiffbarmachung der Elde: Mecklenburgs wahren Patrioten gewidmet und zur unpartheyischen Prüfung vorgelegt. Bärensprung, Schwerin 1792 (Digitalisat).
- Landesherrlich bestätigte Statuten der Güstrowschen Versicherungs-Gesellschaften für Mecklenburg-Schwerinsche Landbewohner. Ebert, Güstrow 1831 (Rechtsvorschrift).
- Ordnung für die Stadt Bruel mit der allerhöchsten Bestätigungs-Urkunde vom 29sten Juny 1835. Zimmermann, Parchim 1835 (Verordnung).